# Solennità
Nella liturgia del rito romano della Chiesa cattolica, si usa il termine solennità per indicare quelle celebrazioni dei misteri della vita di Cristo e dei santi che hanno maggiore importanza liturgica.
Il termine solennità è stato introdotto nel Messale con la riforma liturgica. Nel Messale precedente le ricorrenze più importanti dell'anno liturgico sono le feste di prima classe.

## Date nel calendario liturgico
Hanno il grado di solennità:
- l'Immacolata Concezione (8 dicembre)
- il Natale (25 dicembre)
- Maria Santissima Madre di Dio (1º gennaio)
- l'Epifania (6 gennaio)
- San Giuseppe Sposo della Beata Vergine (19 marzo)
- l'Annunciazione del Signore (25 marzo)
- la Natività di San Giovanni Battista (24 giugno)
- i Santi Pietro e Paolo (29 giugno)
- l'Assunzione di Maria (15 agosto)
- Tutti i Santi (1º novembre)
- Le solennità mobili:
  - la Pasqua di risurrezione;
  - l'Ascensione di Gesù (quarantesimo giorno dopo la Pasqua, oppure la 7ª domenica dopo la Pasqua)
  - la Pentecoste (cinquantesimo giorno dopo la Pasqua)
  - la Santissima Trinità (prima domenica dopo la Pentecoste)
  - il Corpus Domini (giovedì dopo la prima domenica successiva alla Pentecoste, oppure la seconda domenica dopo la Pentecoste)
  - il Sacratissimo Cuore di Gesù (venerdì dopo la seconda domenica successiva alla Pentecoste)
  - Cristo Re dell'Universo (ultima domenica dell'anno liturgico).

Si celebrano come solennità anche il santo patrono e l'anniversario della dedicazione della chiesa. Inoltre le Conferenze episcopali hanno facoltà di chiedere l'istituzione di altre solennità proprie della regione.

## Regole di precedenza
Le solennità hanno la precedenza su qualsiasi altra ricorrenza e domenica, ad eccezione delle domeniche dei tempi di Avvento, Quaresima e Pasqua, Mercoledì delle Ceneri, Settimana Santa e Ottava di Pasqua. Poiché tuttavia le solennità non possono mai essere ignorate, in caso di occorrenza (coincidenza di due ricorrenze), le solennità vengono celebrate il primo giorno disponibile seguente a quello occupato dalla celebrazione di grado superiore: accade spesso per la solennità dell'Annunciazione che, se il 25 marzo cade in una domenica di Quaresima, si celebra lunedì 26 marzo; oppure se il 25 marzo cade nella Settimana Santa o nell'Ottava di Pasqua, si celebra il lunedì dopo la II domenica di Pasqua (alle volte, quindi, anche nel mese di aprile).
Anche la solennità di San Giuseppe (19 marzo), può interferire con il periodo quaresimale: nel caso fosse impedito da una domenica di Quaresima, segue la regola generale di celebrazione al giorno successivo (lunedì 20 marzo). Tuttavia, se invece risultasse impedito dalla Settimana Santa, la celebrazione non viene posticipata bensì anticipata al sabato precedente la Domenica delle Palme.
Caso particolare è costituito dalla solennità dell'Immacolata Concezione, la cui data può coincidere con una domenica di Avvento. Per questa solennità (che a rigor di norma in simili condizioni dovrebbe essere celebrata il 9 dicembre), a motivo della devozione popolare, è sempre stata concessa una deroga per l'Italia da parte della Congregazione per il culto divino e la disciplina dei sacramenti, concedendo quindi la celebrazione nel giorno proprio; tale deroga non viene generalmente concessa dall'Arcivescovo di Milano per il Rito ambrosiano, secondo il quale viene invece rispettata la precedenza della domenica di Avvento.
In caso di occorrenza di solennità di pari grado, ha la precedenza la celebrazione maggiore per significato: ad esempio la solennità mobile del Sacro Cuore di Gesù (Solennità del Signore), se cadesse il 24 giugno o il 29 giugno, prenderebbe il posto rispettivamente della Natività di San Giovanni Battista e dei Santi Pietro e Paolo (Solennità di Santi), la cui celebrazione per quell'anno si anticiperebbe al giorno precedente (23 giugno o 28 giugno), per permettere la celebrazione della memoria del Cuore Immacolato di Maria, che cade il sabato dopo (il giorno seguente) il Sacro Cuore di Gesù.

## La celebrazione eucaristica nelle solennità
Nei giorni in cui cada una solennità, nella celebrazione eucaristica si usano le orazioni liturgiche proprie della celebrazione. Si recita o canta il Gloria, e si recita il Credo.
La liturgia della parola è quella della solennità: comprende una prima lettura con il suo salmo, la seconda lettura e il Vangelo.

## La liturgia delle ore nelle solennità
La liturgia delle ore si prende integralmente dal proprio del tempo o proprio dei santi. In assenza di parti proprie, dal relativo comune. Prima dell'orazione finale dell'Ufficio delle letture si recita o canta il Te Deum.

## Solennità e feste di precetto
Non necessariamente il grado di solennità comporta che quella ricorrenza sia anche festa di precetto. Così, infatti, si esprime il Codice di diritto canonico:
§2. Tuttavia la Conferenza Episcopale può, previa approvazione della Sede Apostolica, abolire o trasferire alla domenica alcuni giorni festivi di precetto.»
(Codice di diritto canonico, can. 1246)
Così, ad esempio, la Conferenza Episcopale Italiana ha stabilito che le solennità di san Giuseppe e dei santi Pietro e Paolo non siano di precetto, e che la celebrazione dell'Ascensione e del Santissimo Corpo e Sangue di Cristo venga trasferita alla domenica successiva.